# Dècada del 1590 aC
Resum dels esdeveniments de la dècada del 1590 aC:

## Esdeveniments
- 1594 aC, Samsuditana de Babilònia es enderrocat pels cassites aliats amb els hitites que saquegen Babilònia, però no aconsegueixen quedar-s'hi.
- 1590 aC, mort del rei hitita Mursilis I potser assassinat. El successor fou el seu cunyat Hantilis I

## Personatges destacats
- 1597 BC—Naixement d'Aaron, fill Amram i la seva dona Joquèbed.